# Буру (Француска)
Буру (фр. Bourrou) насеље је и општина у југозападној Француској у региону Аквитанија, у департману Дордоња која припада префектури Периже.
По подацима из 2011. године у општини је живело 137 становника, а густина насељености је износила 15,01 становника/km². Општина се простире на површини од 9,13 km². Налази се на средњој надморској висини од 200 метара (максималној 233 m, а минималној 110 m).

## Демографија
| 1962. | 1968. | 1975. | 1982. | 1990. | 1999. | 2011. |
| ----- | ----- | ----- | ----- | ----- | ----- | ----- |
| 181   | 189   | 173   | 176   | 155   | 153   | 137   |

График промене броја становника у току последњих година